# Aeroportul Albert Whitted
Aeroportul Albert Whitted (IATA: SPG, ICAO: KSPG, FAA LID: SPG) este un aeroport din Florida, Statele Unite ale Americii ce deservește zona Saint Petersburg. Aeroportul a fost tranzitat în 2019 de 10 pasageri.
Situat la o altitudine de 2 m, aeroportul dispune de 2 piste.

## Infrastructură

### Piste
Aeroportul dispune de 2 piste. Pista 07/25 are suprafața de asfalt și dimensiunile 3.677 picioare × 75 picioare. Pista 18/36 are suprafața de asfalt și dimensiunile 2.864 picioare × 150 picioare. 